# Коридор (группа)
«Коридор» — российская рок-группа из Новосибирска, существующая с 1985 года (с перерывами). Её лидером до своей смерти в 2015 году был Алексей Костюшкин. «Коридор» гастролировал по России с 2000-х годов. В 2011 году стал лауреатом национальной премии «Страна», песни группы неоднократно занимали высокие места в национальных чартах.

## История группы
«Коридор» образовался в феврале 1985 года. Его участники были школьниками и начинали с выступлений на конкурсах художественной самодеятельности. В 1987 году группа на время распалась из-за ухода её лидера Алексея Костюшкина в армию, а в 1989 году возродилась; произошло слияние с ещё одной молодой новосибирской группой, «Бульвар». Группа совершила первое гастрольное турне (по Новосибирской области) и записала первый альбом — «Ночная арифметика» (считается утерянным). Первый основной состав был таким:
- Алексей Костюшкин — гитара, вокал
- Дмитрий Кириллов — соло
- Сергей Кулаков — саксофон
- Игорь Бадмаев — клавишные
- Алексей Мягких — ударные.

Позже группа снова распалась, а к концу 1990-х годов была восстановлена. «Коридор» стал лауреатом сибирского конкурса «Пророк-99» в номинациях «Сибирский рок» и «Лучшие авторские тексты». В последующие года он давал концерты и выступал на рок-фестивалях в разных городах Сибири, записывал новые альбомы. Концертные туры прошли также в Москве и Санкт-Петербурге. Лидер группы Алексей Костюшкин, помимо участия в группе записал немало сольных альбомов. А музыканты группы, помимо «Коридора», принимали участие в записи и выступлениях других Новосибирских рок-групп. 17 июня 2015 года Алексей Костюшкин скончался после долгой тяжёлой продолжительной (три года) болезни (БАС); однако группа «Коридор» продолжила свою деятельность, причем вокалистом стал бывший ударник группы Дмитрий Костяшов. Стоять у микрофона для Дмитрия не в новинку, во время юбилейных концертов группы, музыканты часто менялись инструментами. Костюшкин садился за барабаны, а Костяшов пел. В 2016 году новая песня «Коридора» «Маршрутка» заняла третье место в общероссийском чарте «Русский Рок Battles», в 2017 году песня «Прощай» — третье место.

## Дискография
«Коридор» с Костюшкиным
- 1997 — «Буги в городе мертвых окон»
- 1999 — «Попроси меня спеть»
- 2001 — «Чёрно-белые танцы»
- 2003 — «Live in Rock City»
- 2007 — «Анна»
- 2007 — «Танго на горе»
- 2011 — «Гениальный паяц»

«Коридор» с Костяшовым
- 2016 — «Время ещё есть».

Алексей Костюшкин
- 2001 — «Увидимся»
- 2002 — «Дайте занавес»
- 2004 — «Клавиши неба» (live)
- 2005 — «Мы»
- 2006 — «Кривозеркалье»
- 2008 — «Города и небеса»
- 2008 — «Рай в шалаше» (live)
- 2009 — «Трое в Собаке» (live) (feat. Н. Соловьев, С. Фалетенок)
- 2010 — «Обескрыленный мир»
- 2012 — «Встретимся, обнимемся, потолкуем…»
- 2013 — «Лютая Нежность»
- 2015 — Алексей Костюшкин и Мы Все (двойной альбом: диск 1 «Энтропия» и диск 2 «По тонкому лезвию»)